# Chivilcoy (partido)
Pour la ville, voir Chivilcoy.
Chivilcoy est un partido de la province de Buenos Aires fondé en 1845 dont la capitale est Chivilcoy.